# Liegi-Bastogne-Liegi 1939
La Liegi-Bastogne-Liegi 1939, ventinovesima edizione della corsa, fu disputata il 14 maggio 1939 per un percorso di 211 km. Fu vinta dal belga Albert Ritserveldt, giunto al traguardo in 5h39'00" alla media di 37,345 km/h, precedendo i connazionali Cyrille Van Overberghe e Edward Vissers. 
I corridori che portarono a termine la gara al traguardo di Liegi furono in totale 50.

## Ordine d'arrivo (Top 10)
| Pos. | Corridore              | Squadra            | Tempo    |
| ---- | ---------------------- | ------------------ | -------- |
| 1    | Albert Ritserveldt     | De Dion            | 5h39'00" |
| 2    | Cyrille Van Overberghe | -                  | a 34"    |
| 3    | Edward Vissers         | Alcyon-Dunlop      | a 59"    |
| 4    | Camille Beeckman       | Helyett-Hutchinson | s.t.     |
| 5    | Maurice Clautier       | -                  | a 3'03"  |
| 6    | Joseph Somers          | Helyett-Hutchinson | s.t.     |
| 7    | Joseph Van Kerckhoven  | -                  | a 4'31"  |
| 8    | Jérôme Dufromont       | -                  | a 7'12"  |
| 9    | Achiel De Backer       | -                  | s.t.     |
| 10   | Sylvain Grysolle       | Dilecta-Wolber     | s.t.     |